# Дешутс (округ, Орегон)
Шаблон:StateAbbr_ 43°55′ пн. ш. 121°13′ зх. д. / 43.91° пн. ш. 121.22° зх. д.
Округ  Дешутс (англ. Deschutes County) — округ (графство) у штаті  Орегон, США. Ідентифікатор округу 41017.

## Історія
Округ утворений 1916 року.

## Демографія
За даними перепису 
2000 року 
загальне населення округу становило 115367 осіб, зокрема міського населення було 72554, а сільського — 42813.
Серед мешканців округу чоловіків було 57314, а жінок — 58053. В окрузі було 45595 домогосподарств, 31953 родин, які мешкали в 54583 будинках.
Середній розмір родини становив 2,91.
Віковий розподіл населення поданий у таблиці:
| Стать    | До 15 років | 15-21 | 22-29 | 30-39 | 40-49 | 50-65 | 65-85 | Понад 85 |
| -------- | ----------- | ----- | ----- | ----- | ----- | ----- | ----- | -------- |
| Чоловіки | 11982       | 5363  | 5634  | 8045  | 9418  | 9926  | 6371  | 575      |
| Жінки    | 11580       | 4960  | 5217  | 8164  | 9901  | 10088 | 7053  | 1090     |

## Суміжні округи
- Джефферсон — північ
- Крук — схід
- Гарні — південний схід
- Лейк — південь
- Клемет — південь
- Лейн — захід
- Линн — північний захід

## Виноски
1. ↑  U.S. Decennial Census. United States Census Bureau. Архів оригіналу за 26 квітня 2015. Процитовано 25 лютого 2015.
2. ↑  Historical Census Browser. University of Virginia Library. Архів оригіналу за 11 серпня 2012. Процитовано 25 лютого 2015.
3. ↑  Forstall, Richard L., ред. (27 березня 1995). Population of Counties by Decennial Census: 1900 to 1990. United States Census Bureau. Архів оригіналу за 19 лютого 2015. Процитовано 25 лютого 2015.
4. ↑  Census 2000 PHC-T-4. Ranking Tables for Counties: 1990 and 2000 (PDF). United States Census Bureau. 2 квітня 2001. Архів оригіналу (PDF) за 18 грудня 2014. Процитовано 25 лютого 2015.
5. ↑  State & County QuickFacts. United States Census Bureau. Архів оригіналу за 20 червня 2011. Процитовано 14 листопада 2013.(англ.) Наведено за англійською вікіпедією.
6. ↑  American FactFinder. Бюро перепису населення США. Архів оригіналу за 21 травня 2008. Процитовано 31 січня 2008.

| США | Це незавершена стаття з географії США. Ви можете допомогти проєкту, виправивши або дописавши її. |